# از میان دره (آخرین بازمانده از ما)
«از میان دره» (انگلیسی: Through the Valley) دومین قسمت از فصل دوم مجموعه درام پسا آخرالزمانی آمریکایی آخرین بازمانده از ما است. این قسمت که توسط کریگ مازن، یکی از سازندگان این مجموعه، نوشته و توسط مارک مایلود کارگردانی شده است، در ۲۰ آوریل ۲۰۲۵ از شبکه اچ‌بی‌او پخش شد. داستان این قسمت حول محور مردم جکسون، وایومینگ می‌چرخد که شامل جوئل (پدرو پاسکال)، الی (بلا رمزی)، تامی (گابریل لونا)، دینا (ایزابلا مرسد) و جسی (یانگ مازینو) می‌شود، در حالی که تعداد مشاهده‌های افراد مبتلا در اطراف منطقه افزایش می‌یابد. همچنین، ابی (کیتلین دیور) نیز در حال بررسی گزینه‌های خود برای انتقام از جوئل است.
این قسمت در اوایل سال ۲۰۲۴ فیلم‌برداری شد. صحنهٔ حمله به جکسون، که برای ایجاد کشمکش‌های مداوم شخصیتی و انگیزه‌های داستانی نوشته شده بود، نزدیک به چهار هفته فیلم‌برداری شد و شامل تصویربرداری بیش از ۶۰۰ جلوهٔ ویژهٔ بصری، حدود ۱۰۰ سیاهی‌لشکر و حدود ده‌ها بدل‌کار بود. نویسندگان تصمیم گرفتند مرگ جوئل را در ابتدای فصل به تصویر بکشند تا روایت داستان شکل بگیرد. منتقدان از کارگردانی، فیلم‌برداری، نویسندگی، و اجراهای پاسکال، رمزی و دیور تمجید کردند.

## داستان
ابی پس از پناه گرفتن در یک عمارت متروکه نزدیک جکسون، وایومینگ، رؤیایی می‌بیند که در آن به خودِ گذشته‌اش هشدار می‌دهد وارد اتاقی نشود که پدرش در آن کشته شده است. پس از بیدار شدن، او همچنان مصمم است جوئل را بکشد، در حالی که دوستانش نگران امنیت شهر و نبود یک برنامهٔ مشخص هستند. با وجود تردید گروه، ابی برای بررسی جکسون از آنجا خارج می‌شود.
الی قصد دارد با جوئل به گشت‌زنی برود، اما جسی به او اطلاع می‌دهد که جوئل قبلاً همراه دینا شهر را ترک کرده است. در جریان رخدادی ناگهانی، ابی که ناخواسته گروه بزرگی از مبتلایان را از زیر برف بیدار کرده، توسط جوئل و دینا نجات می‌یابد. این اتفاق باعث می‌شود که در جکسون شاخه‌های آلوده کشف شوند و مبتلایان به سمت شهر حرکت کنند؛ در نتیجه نبردی رخ می‌دهد که خسارات و تلفات سنگینی به جا می‌گذارد. در میان درگیری، تامی همسرش ماریا را از یک موجود خطرناک نجات داده و سرانجام آن را با یک شعله‌افکن از بین می‌برد.
ابی جوئل و دینا را به عمارت می‌کشاند و ادعا می‌کند دوستانش می‌توانند به دفاع از جکسون کمک کنند. اما پس از بی‌هوش کردن دینا، ابی فاش می‌کند که دختر دکتری از فایرفلایز است که جوئل در سالت لیک سیتی کشته بود. او ابتدا به جوئل شلیک می‌کند و سپس با چوب گلف زخم‌هایش را هدف قرار می‌دهد تا زمانی که چوب می‌شکند. الی، که در جست‌وجوی جوئل و دینا بود، توسط ابی و گروهش اسیر می‌شود و مجبور به تماشای قتل جوئل با تکهٔ شکستهٔ چوب گلف می‌شود. با وجود قسم خوردن الی برای انتقام‌گیری، ابی و همراهانش او را زنده می‌گذارند و می‌روند. جکسون آرام‌آرام خود را از خرابی‌های نبرد بازمی‌یابد، در حالی که الی، دینا و جسی به خانه برمی‌گردند و جسد جوئل را همراه خود می‌آورند.

## تولید

### مفهوم‌سازی و نویسندگی

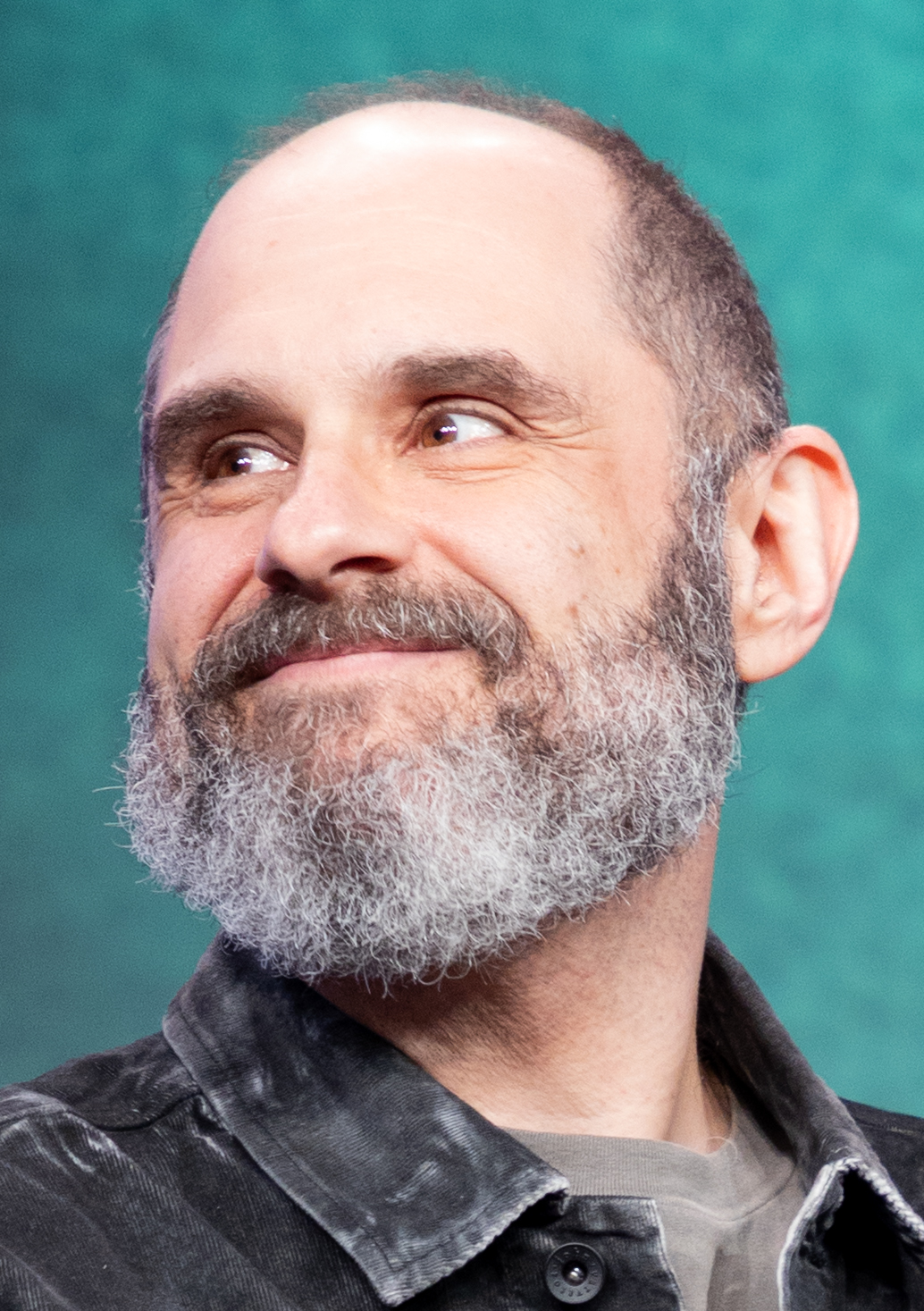
«از میان دره» توسط کریگ مازن، یکی از سازندگان این مجموعه نوشته شد.

قسمت «از میان دره» توسط کریگ مازن، یکی از سازندگان مجموعه آخرین بازمانده از ما، نوشته شده و توسط مارک مایلود کارگردانی شده است.

### فیلم‌برداری
فرایند تولید این قسمت از فوریه ۲۰۲۴ آغاز شد و کاترین گلدشمیت به عنوان فیلم‌بردار در آن حضور داشت. صحنه‌های مربوط به جکسون در شهرهای میشن، فورت لنگلی و لنگلی فیلم‌برداری شد و فیلم‌برداری در یک ملک خصوصی در خلیج میناتی در ساحل بریتانیا طی پنج روز انجام شد—۵، ۷، ۱۲، ۱۳ ژوئن و ۲ ژوئیه—که در آن از افکت‌های دود و آتش‌بازی استفاده شده بود.

## بازخورد

### پخش
این قسمت در ۲۰ آوریل ۲۰۲۵ از شبکه اچ‌بی‌او پخش شد.

### بازخورد انتقادی
«از میان دره» در وبگاه راتن تومیتوز بر اساس هشت نقد، امتیاز تأییدی ۱۰۰٪ را کسب کرده است و میانگین امتیاز آن ۹٫۴ از ۱۰ است. چندین منتقد، سکانس‌های اکشن قسمت دوم را با بهترین لحظات مجموعه تلویزیونی بازی تاج‌وتخت مقایسه کردند؛ ناگنت از مجله امپایر آن را «تلویزیونی سینمایی با مقیاس بزرگ استثنایی که کمتر شبکه‌ای غیر از اچ‌بی‌او قادر به تولید آن است» خواند، و جیمز جکسون از تایمز آن را با صحنه آغازین فیلم نجات سرباز رایان (۱۹۹۸) مقایسه کرد. با این حال، سایمون کاردی از آی‌جی‌ان آن را واکنشی افراطی به کمبود سکانس‌های اکشن در فصل اول دانست و معتقد بود که این سکانس‌ها سایر لحظات کلیدی را تحت‌الشعاع قرار داده‌اند.
منتقد ای.وی. کلاب عقیده داشت که رمزی به‌طور مؤثر هر دو جنبهٔ بلوغ و معصومیت کودکانهٔ الی را به تصویر کشیده است. چندین منتقد سکانس تعقیب ابی را تحسین کردند و فیلم‌برداری آن را به دلیل حس خفقان‌آور و ترسناک آن ستودند.
منتقد کوتاکو از صحنه‌های مربوط به مرگ جوئل به‌دلیل نحوهٔ پیشرفت داستان و زمان‌بندی اتفاقات و شیوهٔ روایت انتقاد کرد. این منتقد عقیده داشت که انگیزه‌های شخصیت ابی بیش از حد واضح شده‌اند و هیچ ابهامی باقی نمانده است و همچنین، صحنه‌ای که الی بدن بی‌جان جوئل را در آغوش می‌گیرد باعث شده پیام احساسی داستان خیلی آشکار و مستقیم باشد و تأثیرگذاری سکانس کاهش یافته است.